# Deutsche Arbeitsgruppe Hamhŭng

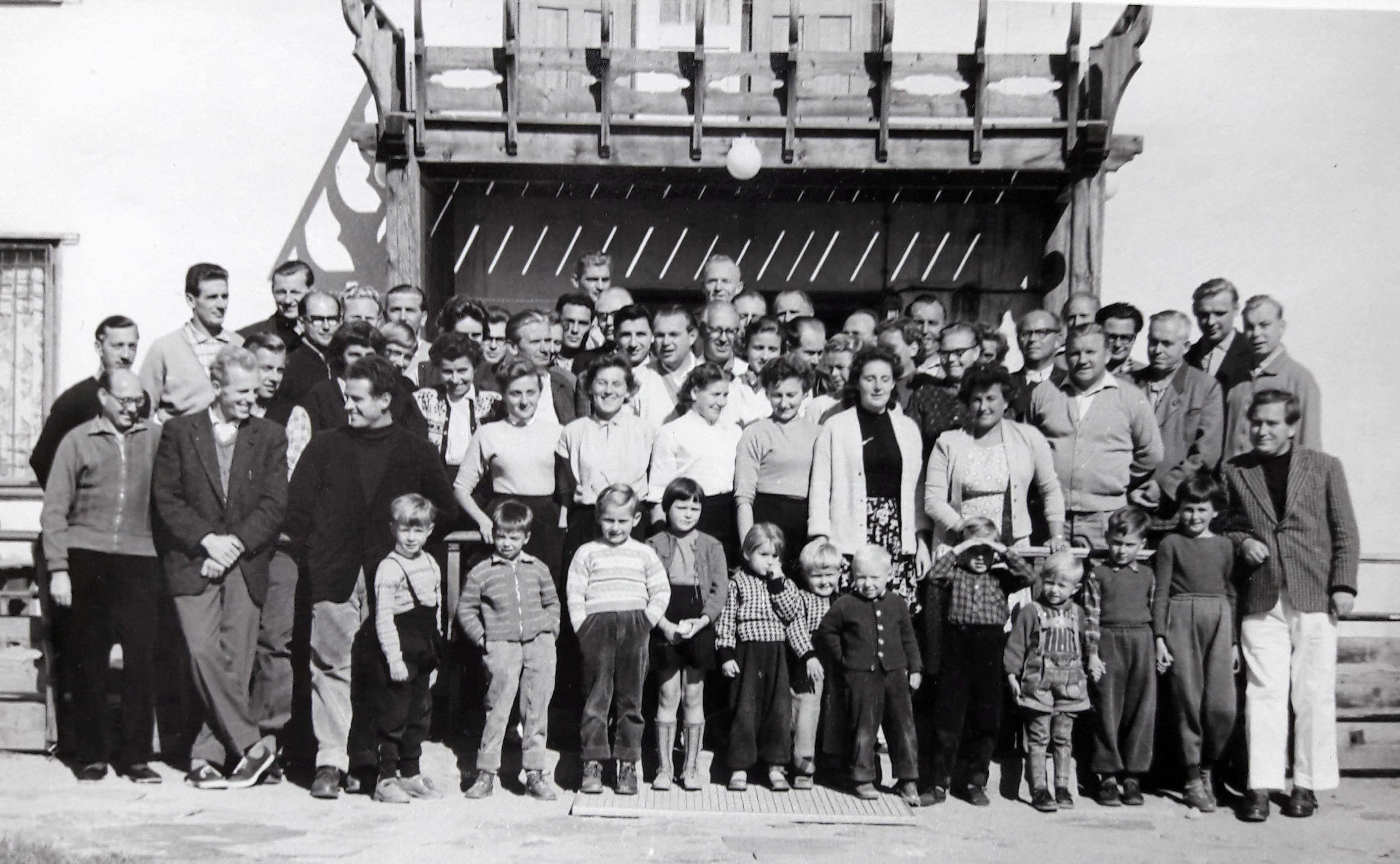
Gruppenfoto der deutschen Arbeitsgruppe Hamhŭng mit Familien um 1958

Die Deutsche Arbeitsgruppe Hamhŭng (DAH) war eine Gruppe von Ingenieuren und Architekten, die in den 1950er und 1960er Jahren von der DDR nach Nordkorea entsendet wurden, um sich dort im Rahmen eines deutsch-nordkoreanischen Aufbauprojektes an dem Neuaufbau der im Koreakrieg zerstörten nordkoreanischen Stadt Hamhŭng zu beteiligen.

## Einrichtung der Arbeitsgruppe

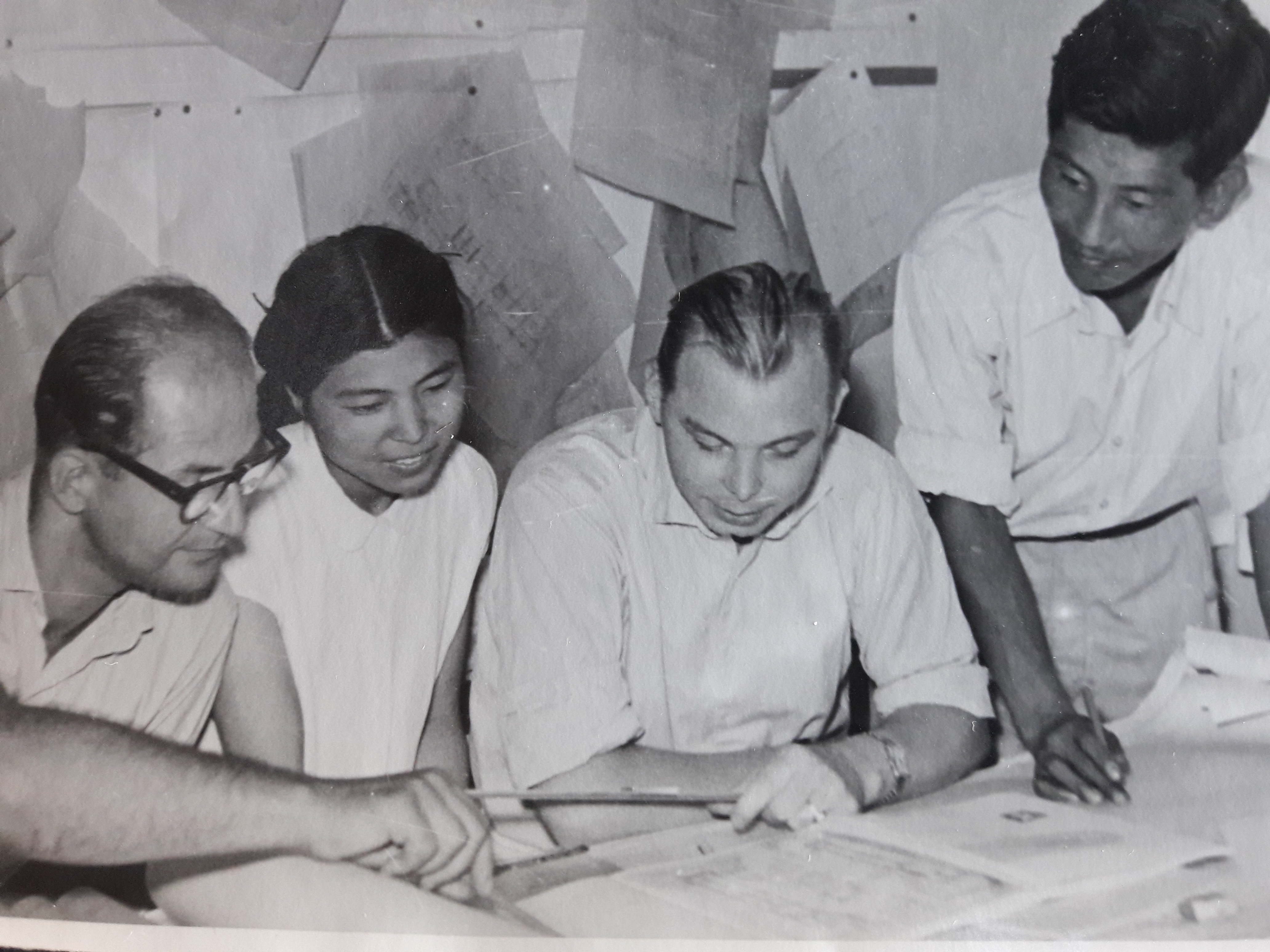
Deutsch-nordkoreanisches Architektenteam

Während des Koreakrieges (1950–1953) wurde die nordkoreanische Provinzhauptstadt Hamhŭng durch US-amerikanische Luftangriffe und Schiffsartillerie zu etwa 80 bis 90 Prozent zerstört. Anlässlich eines Besuchs des nordkoreanischen Außenministers in der DDR 1954 wurde diesem von dem damaligen DDR-Ministerpräsidenten Otto Grotewohl mit den Worten „wir bauen Euch eine Stadt auf“ Hilfe beim Wiederaufbau Nordkoreas zugesagt, woraufhin der nordkoreanische Präsident Kim Il-sung ein gemeinsames Wiederaufbauprojekt der Stadt Hamhŭng als Industriezentrum vorschlug.
Nachdem zwei DDR-Delegationen in Hamhŭng Informationen für ein Aufbauprogramm gesammelt hatten, wurde das Hilfsprojekt am 17. Februar 1955 von der DDR-Regierung beschlossen. Vorgesehen wurde eine zehnjährige Begleitung und Unterstützung des Wiederaufbaus durch die DDR, in Form von wissenschaftlich-technischer Hilfe bei Planungs- und Projektierungsarbeiten, sowie  Anleitung und Ausbildung von koreanischen Fachkräften vor Ort. Hinzu kam materielle Hilfe in Form von Lieferung bestimmter für den Aufbau notwendiger Produktionsanlagen und Fertigprodukte.
Seitens der DDR war der Ministerrat für die Umsetzung des Aufbauprojektes zuständig, der dafür den „Baustab Korea“ einrichtete.  Eine Gruppe ausgewählter Fachleute (wie Ingenieure für Hoch- und Tiefbau, Stadtplaner und Architekten, Ingenieure für Straßen- und Brückenbau,  Heizungs-, Wasser- und Stromversorgung, für Vermessung, Geologen und Spezialisten für zum Beispiel Krankenhausbau) wurde als „deutsche Arbeitsgruppe“ (DAG) nach Hamhung entsandt.
Die ersten Mitglieder der Deutschen Arbeitsgruppe arbeiteten unter ungewohnt schwierigen Bedingungen und waren in Zelten untergebracht. Zur Unterbringung nachfolgender deutscher Kollegen und für die Einrichtung eines deutschen und eines koreanischen Planungsbüros, wurden vier zweigeschossige Gebäude und ein eingeschossiges Wirtschaftsgebäude in Lehmstampfbauweise errichtet. Die Leitung oblag dem Architekten Hans Grotewohl, dem Sohn des DDR-Ministerpräsidenten. Seine Ehefrau Madleen Grotewohl leitete in den Jahren 1955 bis 1956 den Aufbau mehrerer kleiner Wohnhäuser für das koreanische Personal, bestehend aus Ingenieuren, Architekten und Dolmetschern.
Von 1955 bis 1956 war der am Bauhaus ausgebildete Architekt und Städtebauer Konrad Püschel Leiter der Stadtplanung für das Hamhŭng-Projekt. Von 1956 bis 1959 arbeitete er dann am Schwesterprojekt in Hŭngnam. Als er 1955 in Hamhŭng ankam, wurde er von einem Team von etwa 175 Mitgliedern der DAG begleitet. Püschel wurde für seine Arbeit mit dem koreanischen Staatsbannerorden gewürdigt.

## Bauprojekte und Kosten

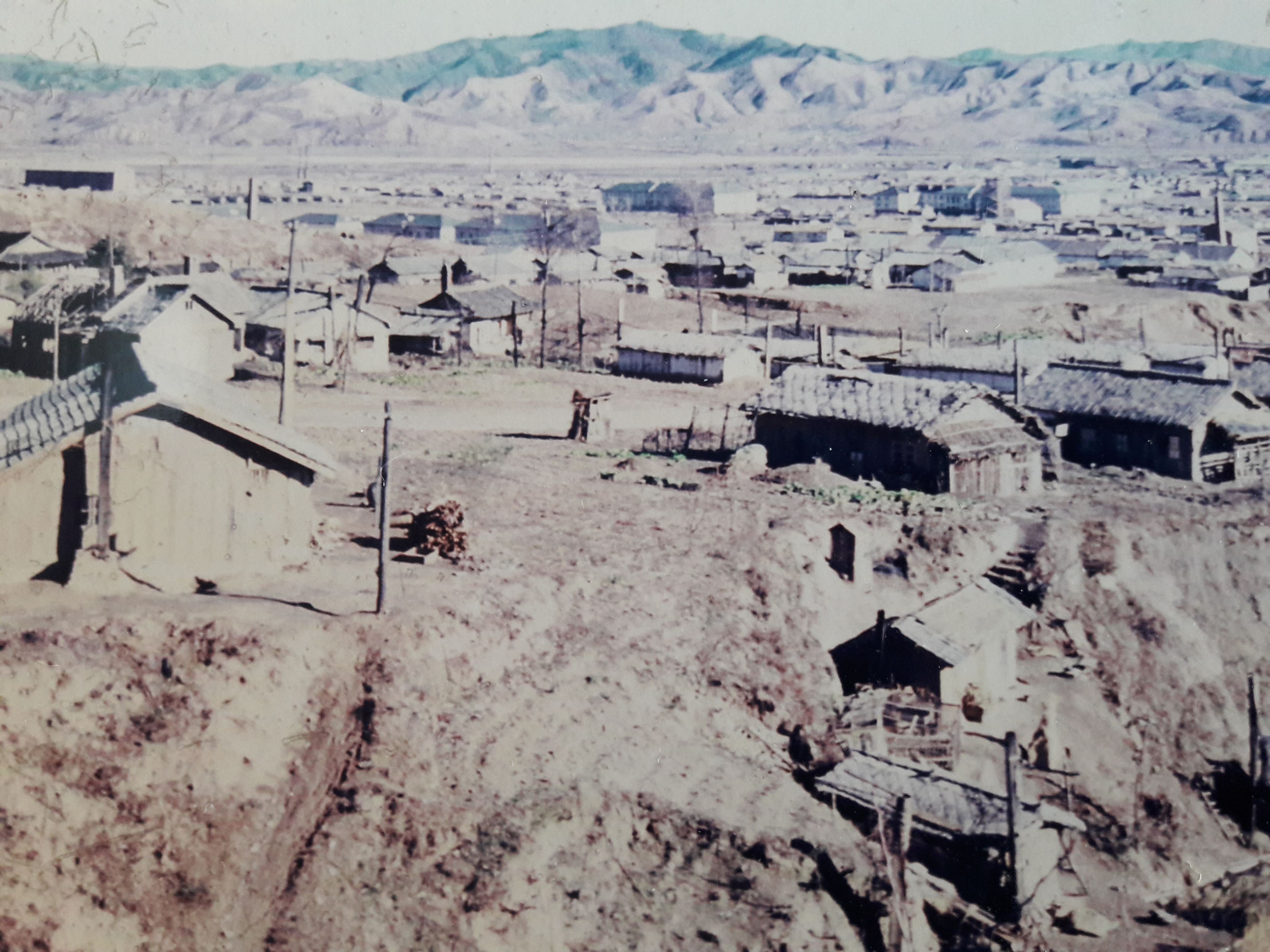
Nach den Zerstörungen der Stadt im Koreakrieg lebten die Menschen zunächst in provisorisch errichteten Lehmhütten

Als eines der ersten der mit Hilfe der Deutschen Arbeitsgruppe Hamhŭng realisierten Objekte entstand 1956 eine Mittelschule für 1.200 Schüler, die mit Spenden der DDR-Bevölkerung finanziert worden war. Seitens der Schule bestand bis in die achtziger Jahre eine freundschaftliche Partnerschaft zu einer Schule in Dresden.
Für die von der koreanischen Seite errichteten Bauten lieferte die DDR vorwiegend die technische Ausrüstung und Ausstattung und für den Wohnungsbau ein komplettes Plattenwerk. Außerdem wurden durch die DDR unter anderem mit einem Tonrohrwerk, einem Fliesen- und Keramikwerk und einer Großtischlerei die Voraussetzungen für den Aufbau Hamhŭngs verbessert.
Des Weiteren wurden durch die deutsch-nordkoreanische Kooperation Wohn- und Industriegebiete, Industrieanlagen, ein neues Straßennetz, Versorgungsanlagen, ein Wasserwerk, ein Klärwerk, Schulen und Kindergärten, Läden und ein Kaufhaus, Hotel, ein Kulturhaus (beziehungsweise ein Theater), ein Tuberkulose-Krankenhaus und eine Prothesenfabrik, Sport- und Grünanlagen, ein Freibad und der Bahnhof errichtet.
Die Arbeiten konnten mit einer Bauzeit von acht Jahren schneller abgeschlossen werden als ursprünglich geplant. Die letzten deutschen Berater reisten daher bereits 1962 wieder zurück in die DDR.
Insgesamt investierte die DDR laut unterschiedlicher Quellen 118 Millionen DDR-Mark oder 208 Millionen Rubel (218,4 Millionen Mark) in das Projekt.

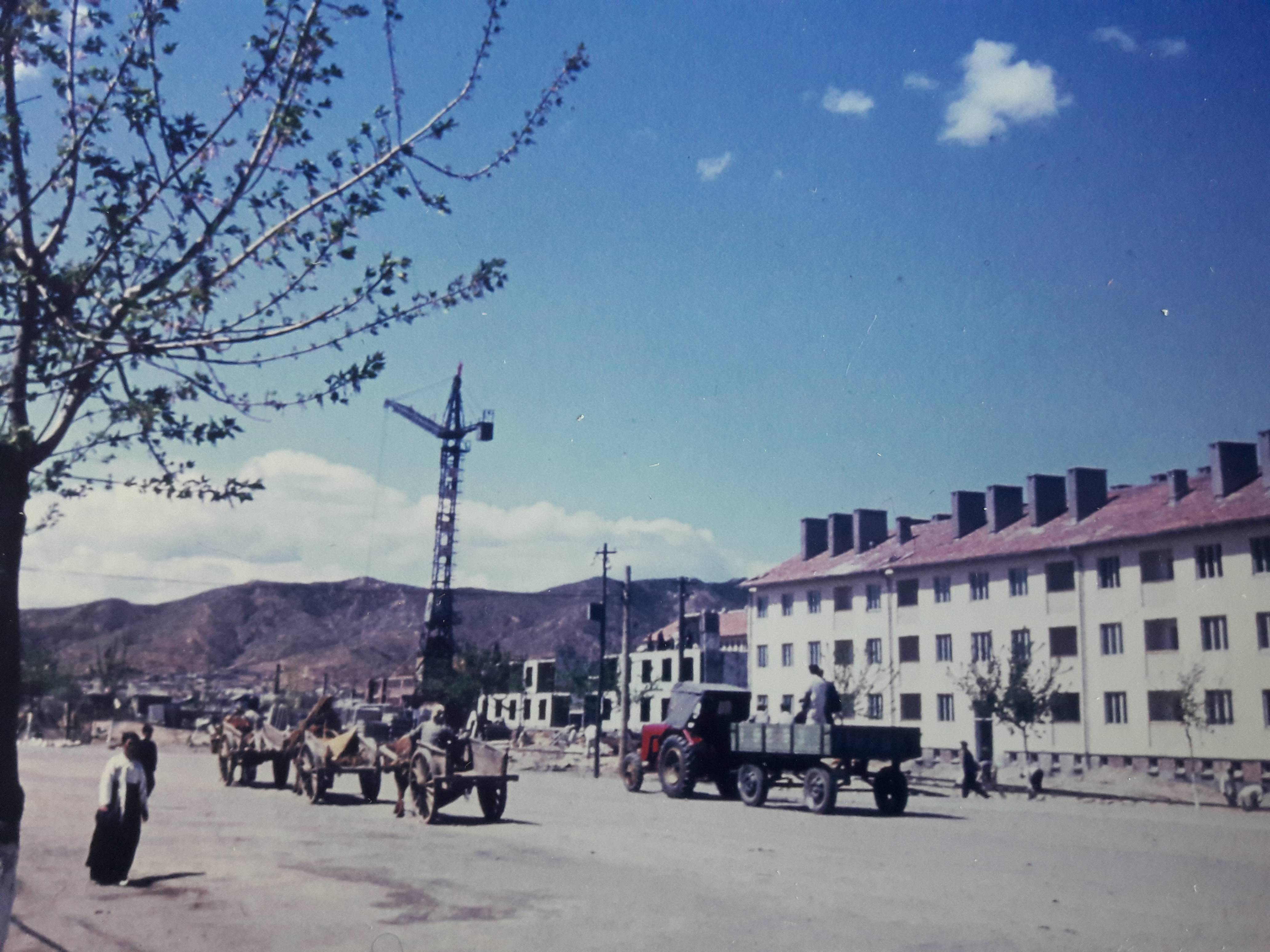
Bau mehrstöckiger Wohnhäuser
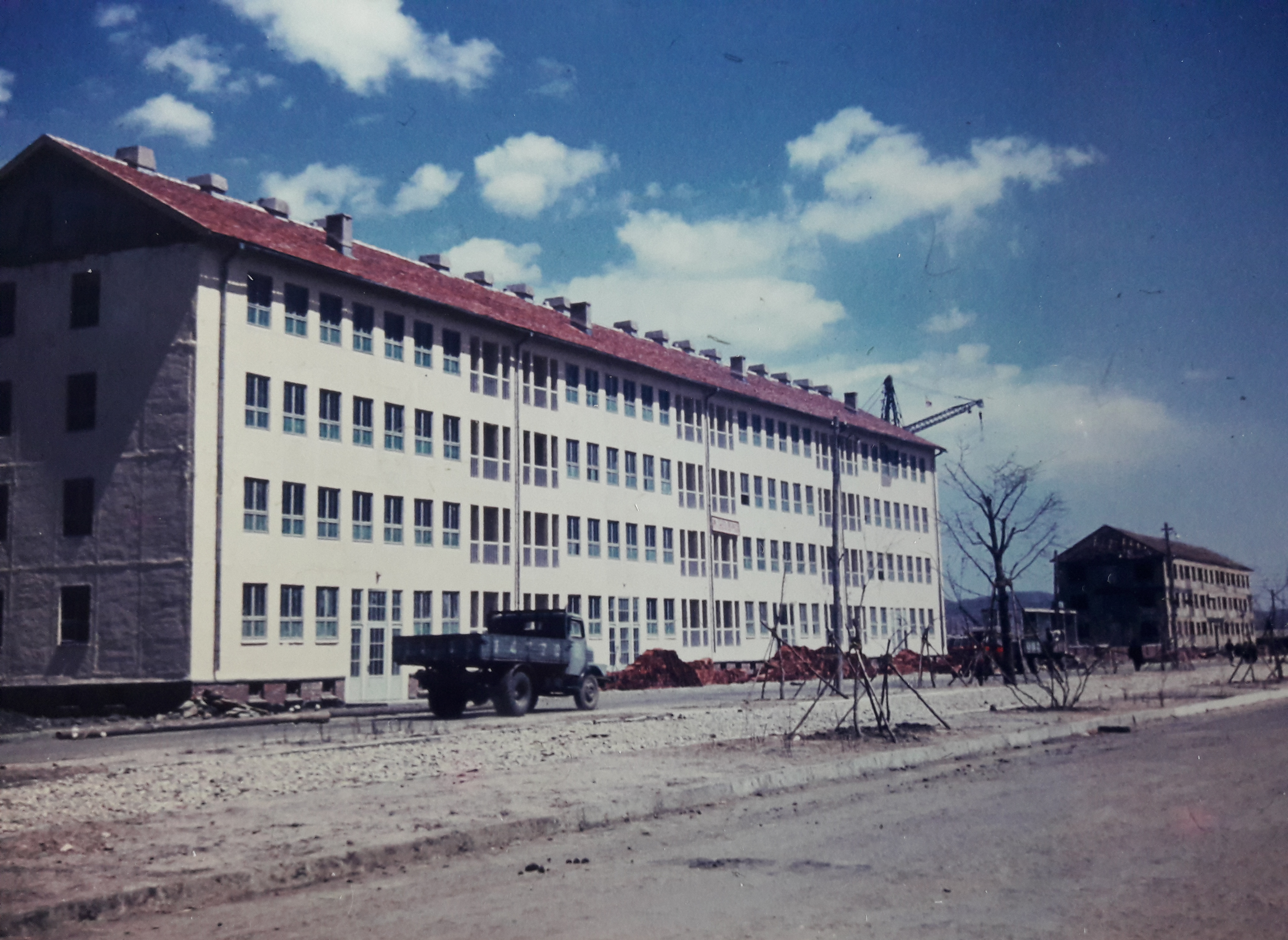
Errichtung von Plattenbauwohnungen mit koreanischer Ondol Heizung
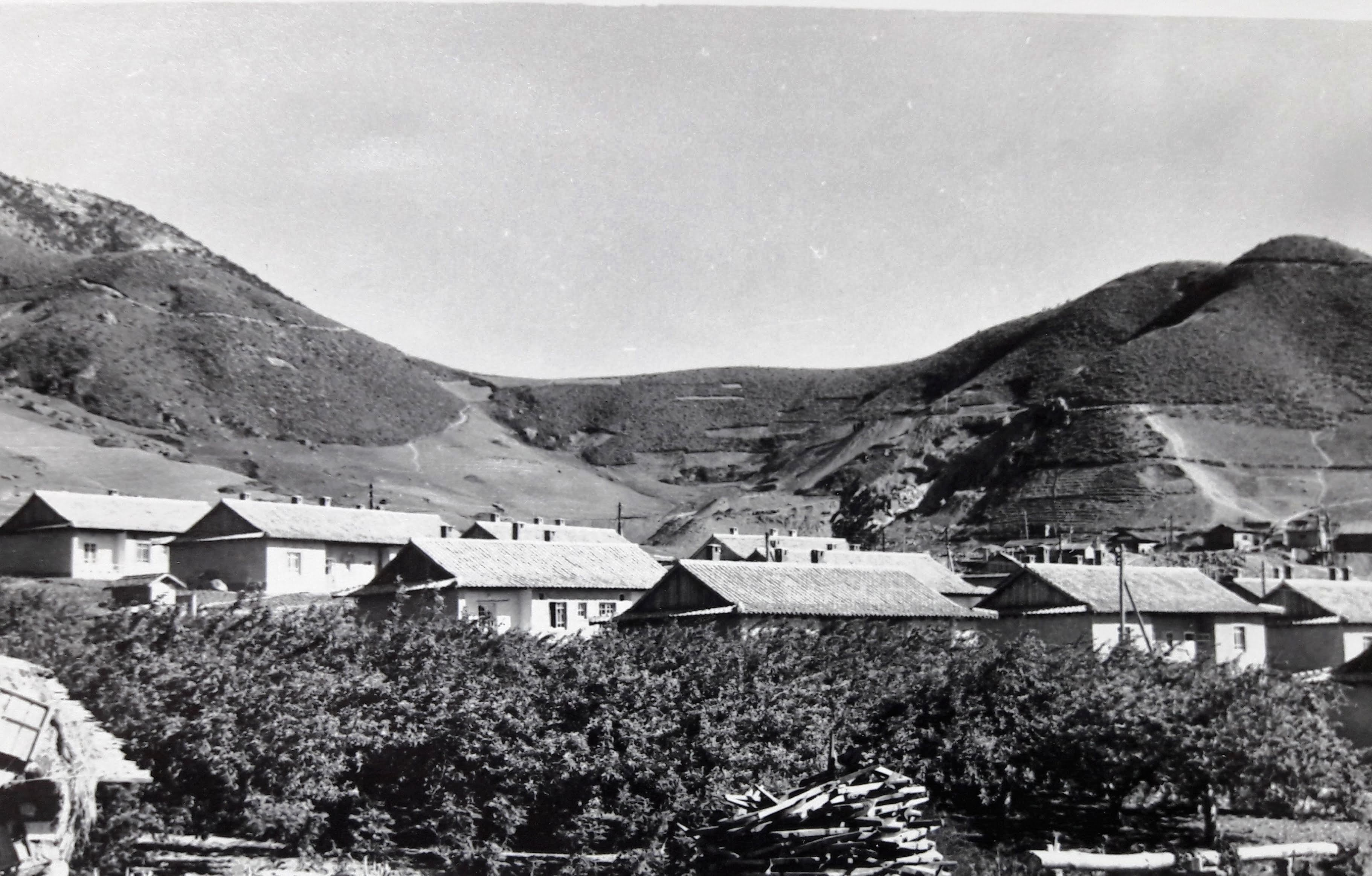
Neubauten der DAG-Siedlung
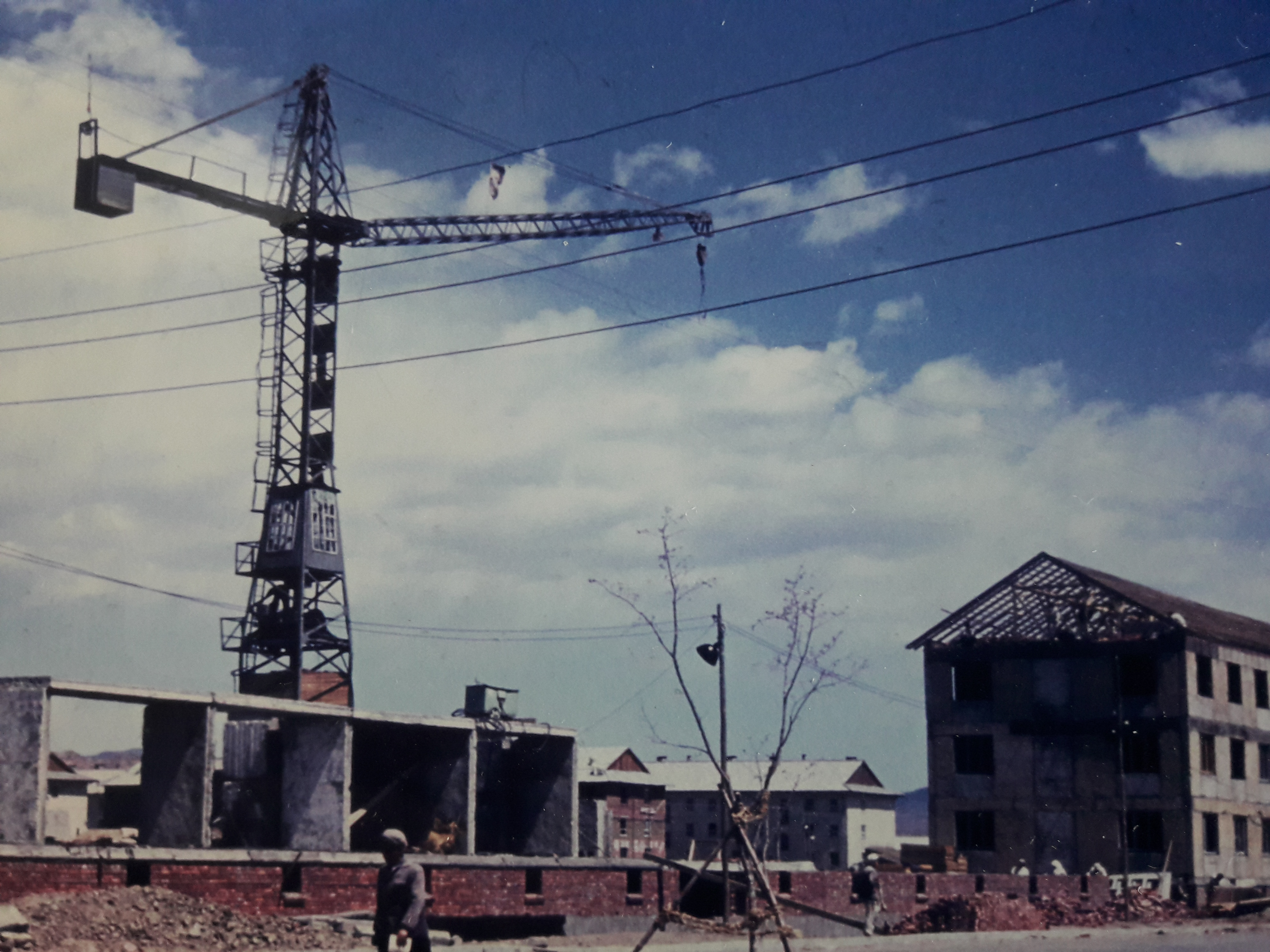
Wohnungsbau im Zentrum
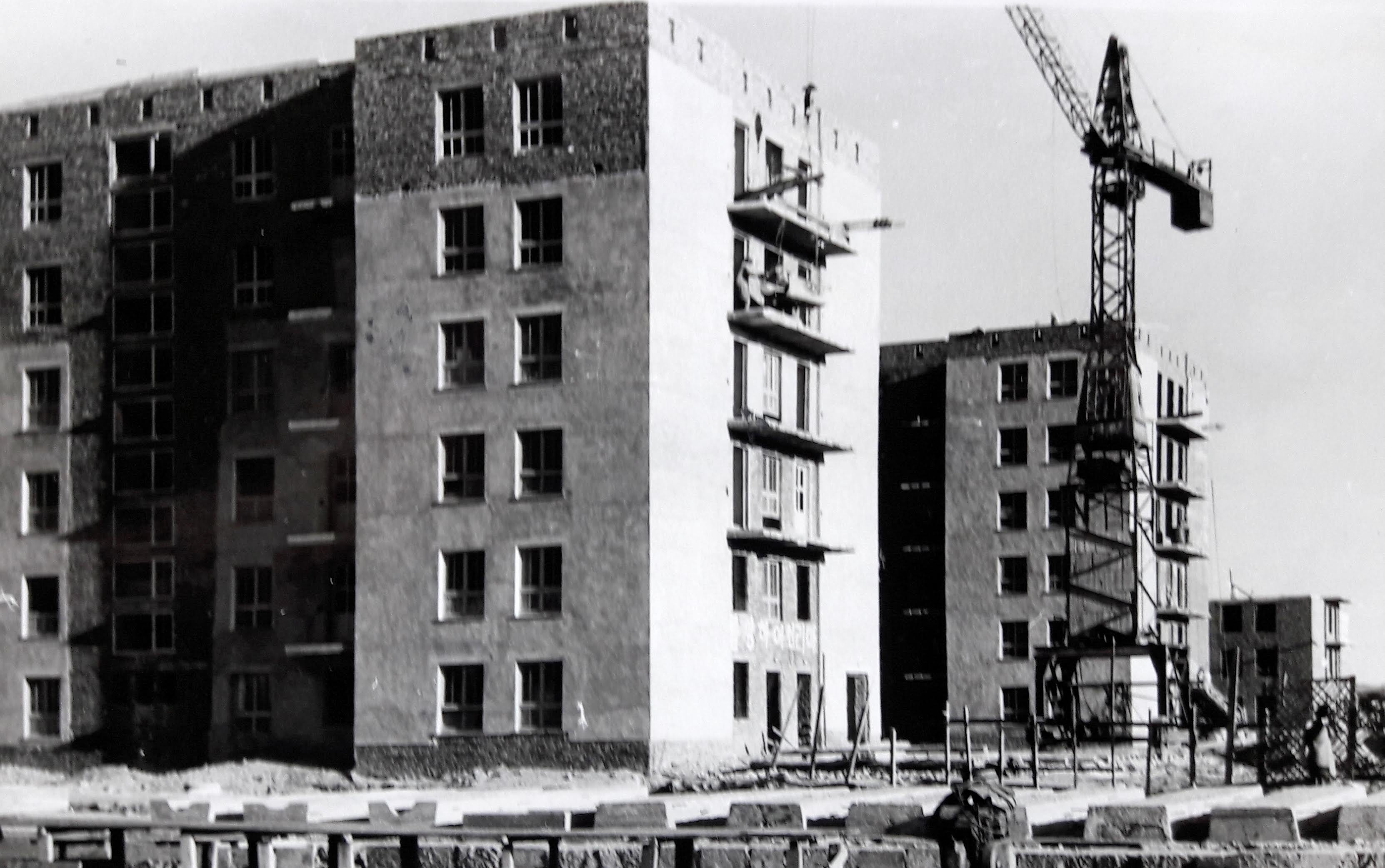
Baustelle 1958

## Interkultureller Austausch
In der Regel dauerte die Delegierung nach Hamhŭng etwa ein Jahr. Es gab allerdings Ausnahmen mit zwei Jahren oder darüber hinaus. Mehrere Mitglieder der Deutschen Arbeitsgruppe lebten und arbeiteten während dieser Zeit ohne ihre Familien in Hamhŭng. Wo es möglich war, konnte der Baustab allerdings auch die Familienangehörigen mit auf die Reise schicken und die Ehepartner ebenfalls in der Deutschen Arbeitsgruppe beschäftigen. Die Kinder der deutschen Familien wurden in einer eigenen Kindertagesstätte betreut. In mehreren Fällen ergaben sich durch die tägliche Zusammenarbeit zwischen Deutschen und Koreanern familiäre Freundschaften.
In Hamhŭng lebten seinerzeit etwa 170.000 Menschen. Die Arbeits- und Lebensverhältnisse in Korea wurden seitens der Deutschen Arbeitsgruppe teilweise als schwierig beschrieben. Einige Mitglieder der Deutschen Arbeitsgruppe konnten die ihnen übertragenen Aufgaben weniger gut bewältigen, als sie es sich anfangs zugetraut hatten. Bei der bilateralen Zusammenarbeit kam es wegen sprachlicher Barrieren und kultureller Differenzen zu sozialen Konflikten zwischen einzelnen Mitarbeitern  der Arbeitsgruppe und ihren koreanischen Kollegen. Einige Deutsche wurden nach unangemessenem Alkoholkonsum und sexuellen Verfehlungen zurück in die DDR geschickt, weswegen im ersten Jahr etwa 60 Prozent der ostdeutschen Helfer länger als sechs Monate in Nordkorea verbrachten.
Die nordkoreanischen Medien berichteten über das Projekt zunächst als „brüderliche“, später als „technische Hilfe“. Danach wurde es nicht mehr thematisiert oder weiter kommuniziert, was in der DDR als Mangel an Dankbarkeit aufgefasst wurde. In der DDR wurde über den Aufbau von Hamhŭng in den Medien so gut wie gar nicht berichtet.
Otto Grotewohl wurde für seine Arbeit zum Ehrenbürger von Hamhŭng ernannt.

## Weitere Entwicklung

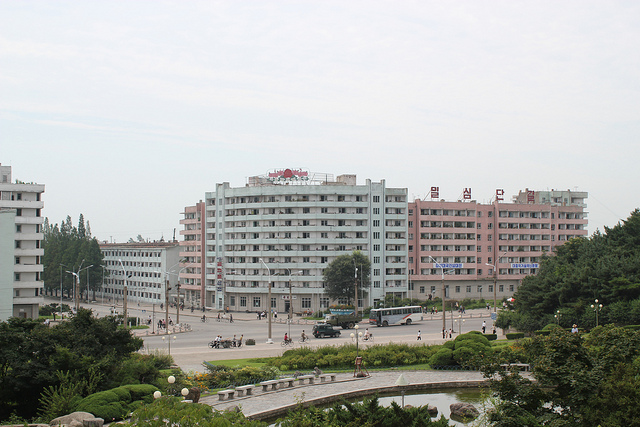
Innenstadt von Hamhŭng 2010

Die nach dem DDR-Präsidenten Wilhelm Pieck benannte Wilhelm-Pieck-Allee, eine Hauptverkehrsstraße in Hamhŭng, wurde später von der Stadtverwaltung in Chungsong-Straße (deutsch: „Straße der Treue“) umbenannt und das ehemalige Hauptquartier der Deutschen Arbeitsgruppe, ein zweistöckiges Gebäudekarree, zum Stadtplanungsamt umfunktioniert.
Hamhŭng entwickelt sich im 21. Jahrhundert unter einer neuen koreanischen Generation von Planern zu einer wachsenden Großstadt mit Universität und mehreren Hochschulen.